# Københavns Toldbod
|  | Ikke at forveksle med Toldboden (Aarhus) |
Københavns Toldbod, oftest blot kaldet Toldboden var et stort område i København langs havnen ved Bomløbet, hvortil Toldvæsenet flyttede i 1630. Det kom senere til at befinde sig mellem Kastellet og Frederiksstaden. De fleste bygninger blev revet ned 1973, og af dette anlæg eksisterer i dag kun Nordre Toldbod.
Toldhavnens samlede vandareal var omkring år 1900 ca. 570 tønder land. Af havnepladserne nævnes Nordre Toldbodplads, hvis granitlandingstrapper ("Kongetrappen") er opført 1846-48, mens pladsens regulering først fuldendtes 1867-69. De to opholdspavilloner fra 1905 er tilskrevet Osvald Rosendahl Langballe. Nordre Toldbod har igennem historien været stedet, hvor udenlandske fyrstelige og statsoverhoveder er blevet modtaget, hvis de er ankommet med skib til København. Der var også her, at Thorvaldsen blev modtaget ved sin hjemkomst til Danmark 1838.
Søndre Toldbodplads, i hvilken der indtil 1782 skar en nu opfyldt kanal, ("Det røde Hav") blev 1869 betydeligt udvidet ved erhvervelsen af et areal ud mod Amaliegade ("Lille Kjøbenhavn", hvor der stod en del efter branden 1795 opførte enetages huse for fattigfolk, og som hørte under Fattigvæsenet siden 1820. Den samlede bolværkslængde i Toldhavnen var ved begyndelsen af 1905 ca. 68.000 fod, hvoraf ca. 37.000 tilhørte Københavns Havnevæsen, ca. 4.700 Københavns Kommune, ca. 1.500 Staten og ca. 24.000 private, deraf ca. 17.000 ved offentlig vand og 7.000 ved private vandbassiner.
Indgangen til Nordre Toldbodplads er for enden af Esplanaden (tidligere Toldbodvej) forbi den tidligere, nedenfor omtalte frilagerbygning gennem en gitterport, på hvis to piller der hviler to løver. Inden for porten findes på hver side en lav arkadebygning, opført 1856 af arkitekt G.F. Hetsch, der benyttedes af Toldvæsenet. På vestsiden af pladsen ligger den 1868 fuldendte Havnevæsenets bygning, der er opført efter tegninger af arkitekterne Vilhelm Dahlerup og Frederik Bøttger og består af en 3 etager høj midtbygning med to meget lavere sidepartier samt en i 1901 opført tilbygning mod vest. Bygningen blev respektfuldt forhøjet med en etage af arkitekt Einar Madvig i 1938-39.
Førstnævnte rummede toldlokaler, telegrafstation kontorer for havne, told og færgevæsen mm. mod Esplanaden og Langelinie afgrænses pladsen af et højt jerngitter, gennem hvilket en gitterport fører ud til Esplanaden. På de hule portpiller, hvori der fandtes lokaler for toldvagten, er der anbragt to zinkstatuer af Neptun og Merkur udført af C.C. Peters. På sydsiden af pladsen ved indgangen til Søndre Toldbodplads lå den gamle 1733-35 opførte toldkammerbygning med halvrund fronton og arkade, tegnet af J.C. Krieger i barokstil. I frontespicen fandtes et brystbillede af Christian VI, som nu er flyttet til en mur i Ny Toldbodgade. Toldbodsbygningen blev revet ned i 1891 og gav plads for den nedennævnte frilagerbygning.
Den nye toldkammerbygning på den oven for omtalte Lille Kjøbenhavns grund ud til Amaliegade blev påbegyndt 1872 og fuldendt 1875 efter tegninger af arkitekt Vilhelm Petersen. Bygningen var stilistisk inspireret af italienske middelalderfæstninger, opført af røde mursten og bestod af 4 sammenhængende fløje, der indesluttede en lille gård. Den forreste og bageste fløj var i 2 stokvværk, og i fløjen ud til Amaliegade, der havde et tårn med ur, fandtes bl.a. toldkasserer og kreditoplagskassererkontoret, i bageste fløj var bl.a. pakhusforvalterkontoret. Sidefløjene optoges af de to ca. 1.500 kvadratalen store toldklareringslokaler henholdsvis for grove og fine varer. På hver side af den med jerngitter indhegnede plads ud til Amaliegade var der perroner, hvorfra varerne blev udleveret.
I stedet for den ældre toldkammerbygning opførte Finansministeriet på hjørnet af Amaliegade og Esplanaden i 1891-94 frilagerbygningen efter tegning af arkitekt Albert Jensen på et ca. 10.000 kvadratalen stort areal (et frilager havde samme funktion som en frihavn). På en høj granitsokkel rejste bygningen sig af røde mursten med bånd, gesimser og indfatninger dels af sandsten, dels af grå mursten. Den var i fritbehandlet renæssancestil og bestod af 5 fløje, en hovedbygning, kælder og 3 stokværk ud til Esplanaden flankeret af to mangekantede tårne og to lavere fløje. De 2 stokværk, henholdsvis ud til Amaliegade og til havnen, var forbundne med hovedbygningen ved mellemliggende tværfløje. Fløjen ud til havnen havde et markant indgangsparti, hvor frontonen fra den gamle barokbygning var genbrugt. Komplekset, der kunne rummer ca. 320 udlejelokaler, kostede med terrænets ordning ca. 1 mio. kr. (1905-kroner).
I 1910 tilkom endnu en bygning, nemlig Toldgodspostbygningen, tegnet af Martin Borch og opført i røde mursten på hjørnet af Amaliegade og Ny Toldbodgade.
Af andre bygninger på Søndre Toldbodplads kan nævnes de store pakhuse, således Vestindisk Pakhus, opført 1780-81 for Vestindisk Kompagni af arkitekt C.F. Harsdorff. Det huser nu Den Kongelige Afstøbningssamling. Pakhuset har et tårn med altan, hvorfra der er vid udsigt. Et gavlværelse, der benyttedes af kompagniets direktion er bevaret i sin oprindelige skikkelse, og et vistnok uhjemlet sagn vil vide, at kronprins Frederik (VI) herfra overværede slaget på Reden. Dertil kommer Grønlandske Handels Gule Pakhus (1777-79 af Georg Erdman Rosenberg, brændt 1975 og genopført af Hans Munk Hansen) og Kieler Pakhus (1777-78, også af Harsdorff, brændt 1891 og genopført) samt et pakhus tegnet af Dahlerup 1882 (nedrevet). Ved Søndre Toldbod lå også en karantænestation tegnet af Vilhelm Dahlerup.
I 1973 blev næsten alle bygninger på området revet ned, og kun Dahlerups havnebygning og Hetschs buegange blev bevaret. Toldkammeret, karantænestationen, frilagerbygningen og toldgodspostbygningen blev revet ned. Størstedelen af det store areal blev solgt til A.P. Møller-Mærsk, der lod sit modernistiske hovedsæde opføre her 1974-79 ved arkitekt Ole Hagen, mens resten af arealet ved Amaliegade og Ny Toldbodgade blev bebygget af staten med et nyt trefløjet anlæg til Toldvæsenet, tegnet af Eva og Nils Koppel og færdiggjort 1979. Bygningen huser i dag Energistyrelsen. På dette anlæg blev den gamle barokfronton fra den nedrevne frilagerbygning genopsat over nedkørslen til parkeringskælderen.
I 2003-04 blev Mærsks eksisterende kompleks udvidet med en fløj mod Amaliegade tegnet af Henning Larsen. Ved den lejlighed blev et par træer fældet, der stammede fra 1700-tallet fra den gamle botaniske have, der lå i Amaliegade.
Toldboden er også navnet på en restaurant i bydelen.